# Battistero di San Giovanni (Brescia)
Il battistero di San Giovanni, noto anche come battistero di Teodolinda, era l'antico battistero di Brescia, situato in piazza del Duomo davanti alla basilica di San Pietro de Dom.
Costruito all'inizio del VII secolo, perse importanza dal Quattrocento in poi fino alla sua completa demolizione, avvenuta nel 1625, probabilmente sull'onda di innovazione portata dall'inizio dei lavori al duomo nuovo. Dell'antico edificio rimangono resti murari emersi negli scavi di metà Novecento, una formella marmorea e alcuni disegni eseguiti prima della demolizione.

## Storia
Secondo la tradizione, impossibile da confermare, il battistero viene eretto prima del 615 per volere di Teodolinda, così come riporterebbero due epigrafi, forse non autentiche, riportate da Solazio, un cronista bresciano medievale. Più probabile, comunque, che la sua edificazione fosse andata di pari passo a quella di San Pietro de Dom, realizzata anch'essa in quel periodo. È invece noto che sia il battistero, sia la chiesa annessa, dedicata a san Giovanni Battista, vengono consacrati dal vescovo Felice il 13 novembre 616.
L'edificio è comunque documentato a partire dal 761 e rimane funzionante almeno fino al Quattrocento, quando la possibilità di celebrare il battesimo viene estesa ad altri edifici di culto. Da questo momento in poi, il suo ruolo centrale comincia ad affievolirsi, perdendo sempre più importanza.
Nel corso del Ducento, comunque, a seguito del terremoto di Brescia del 1222, il Comune si impegnò direttamente in un'opera generale di ristrutturazione della città, riedificando anche lo stesso battistero; tale informazione è evinta dalla testimonianza dello stesso Sebastiano Aragonese e da Pandolfo Lassino, i quali riportarono, nelle loro cronache, una perduta lapide marmorea del 1254.
Nel 1601 hanno inizio i lavori di demolizione della basilica di San Pietro de Dom per l'erezione del duomo nuovo e, molto probabilmente, questa ventata di innovazione non dovette rimanere estranea al battistero ormai largamente inutilizzato, che viene difatti demolito, assieme alla chiesa annessa, nel 1625. Alla demolizione sono presenti lo storico Federico Odorici, che traccia una pianta dell'edificio, e il pittore Sebastiano Aragonese, che esegue un piccolo rilievo di due capitelli e due basi.
Tra il 1946 e 1955 l'area del battistero viene scavata, riportando alla luce le fondamenta e un breve tratto in alzato dei muri perimetrali, permettendo di confrontare i resti con la pianta disegnata dall'Odorici, che infatti si rivela esatta. Terminati gli studi, i frammenti murari vengono rinterrati.

## Descrizione
Sulla base della pianta dell'Odorici e di quanto emerso dagli scavi di metà Novecento è possibile ricostruire fedelmente la pianta dell'antico battistero: all'esterno, l'edificio era di forma quadrata, mentre all'interno lo spazio era di pianta ottagonale. Sui quattro lati diagonali dell'ottagono si aprivano grandi nicchie a ferro di cavallo, mentre sugli altri le nicchie erano rettangolari. Una di queste, quella rivolta verso la piazza, serviva da ingresso.
Ai vertici dell'ottagono erano poste otto colonne romane di spoglio con capitello corinzio che, assieme ai muri perimetrali, reggevano verosimilmente una cupola o un sistema di volte.
Della struttura del battistero non rimane oggi più nulla, tranne i resti murari sotterranei prima citati. Dell'originale apparato decorativo, invece, si conserva un'unica formella in marmo, circolare, con scolpito a bassorilievo un volto maschile, probabilmente Gesù o san Giovanni Battista. Questa formella è ancora murata sulla facciata dell'edificio residenziale costruito in seguito alla demolizione del battistero, ricordandone la posizione originale.